# Österbottningen
Österbottningen  (ÖB) var en svenskspråkig dagstidning som gavs ut mellan 1883 och 2008 i norra delen av regionen Svenska Österbotten i Finland. Den 4 januari 1883 utkom första numret av tidningen under namnet Norra Posten. 1898 fick tidningen namnet Österbottningen, och den 22 maj 2008 utkom det sista numret som självständig tidning. Tidningen var en lokaltidning för Karleby (tidigare Gamlakarleby) med omnejd. Under de två sista åren utkom tidningen sju dagar i veckan. Dessförinnan kom tidningen ut som en sexdagarstidning. 
Den 19 mars 2008 meddelades att tidningen skulle fusioneras med Jakobstads Tidning. Den 23 maj 2008 sammanslogs tidningarna och den nya tidningen fick namnet Österbottens Tidning'. 
Tidningens siste ansvarige chefredaktör var Börje Hästbacka.

### Webbsidor
- Helsingfors universitet hämtat från the Wayback Machine (arkiverat 31 december 2012). (svenska)